# Tubarão-martelo
O tubarão-martelo (Sphyrna spp.) é um gênero de tubarão, característico pelas projeções existentes em ambos os lados da cabeça, onde se localizam os olhos e as narinas.
O tubarão-martelo é um predador que consome peixes, cefalópodes, raias e outros tubarões. Ocorre em áreas temperadas e quentes de todos os oceanos em zonas de plataforma continental. São animais gregários que se deslocam em cardumes que podem atingir 100 exemplares.
O formato hidrodinâmico lhe proporciona uma maior velocidade na hora de girar a cabeça. E também porta um maior número de ampolas de Lorenzini, que têm a função de detectar campos magnéticos tão minúsculos quanto o batimento cardíaco de pequenos peixes.

## Descrição Física
As espécies conhecidas de tubarão-martelo têm um comprimento entre 0,9 e 6 metros. Todas as espécies têm duas projeções, uma de cada lado da cabeça, dando a esta o aspecto de um martelo, de onde vem o nome popular da espécie. Os olhos e fossas nasais estão localizados nas extremidades das projeções.
Antes pensava-se que a cabeça em forma de martelo ajudava os tubarões a conseguir comida, dando ao tubarão a habilidade de virar a cabeça com precisão e rapidamente sem perder a estabilidade. Porém, foi descoberto que suas vértebras o permitiam a virar com precisão a cabeça e o resto do corpo.
Mas o "martelo" também funciona como uma asa, dando estabilidade a eles quando vão nadar, já que os tubarões-martelo são um dos piores tubarões quando o assunto é manter-se "flutuando" estavelmente dentro da água.
Como todos os tubarões, os tubarões-martelo possuem sensores eletromagnéticos chamados ampolas de Lorenzini. Usando seus sensores numa área grande, os tubarões-martelo podem nadar com precisão até a sua presa.
Eles podem detectar um sinal elétrico de metade da bilionésima parte de um volt. A cabeça em forma de martelo também ajudam os tubarões a ter uma "maior cobertura" das áreas por onde nada utilizando seu olfato, fazendo com que as chances de ele detectar uma partícula na água 10 vezes maior que outros tubarões.
Um espaço maior entre os órgãos sensoriais facilita a detectar partículas e outros organismos em áreas mais vastas e também a saber com precisão a distância a que esse organismo está, seja uma presa ou um "companheiro".
A boca dos tubarões-martelo é desproporcionalmente pequena. Eles também são conhecidos por andar em grandes quantidades durante o dia, em grupos que podem chegar a até 100 integrantes. À noite, os tubarões-martelo caçam sozinhos.

## Reprodução

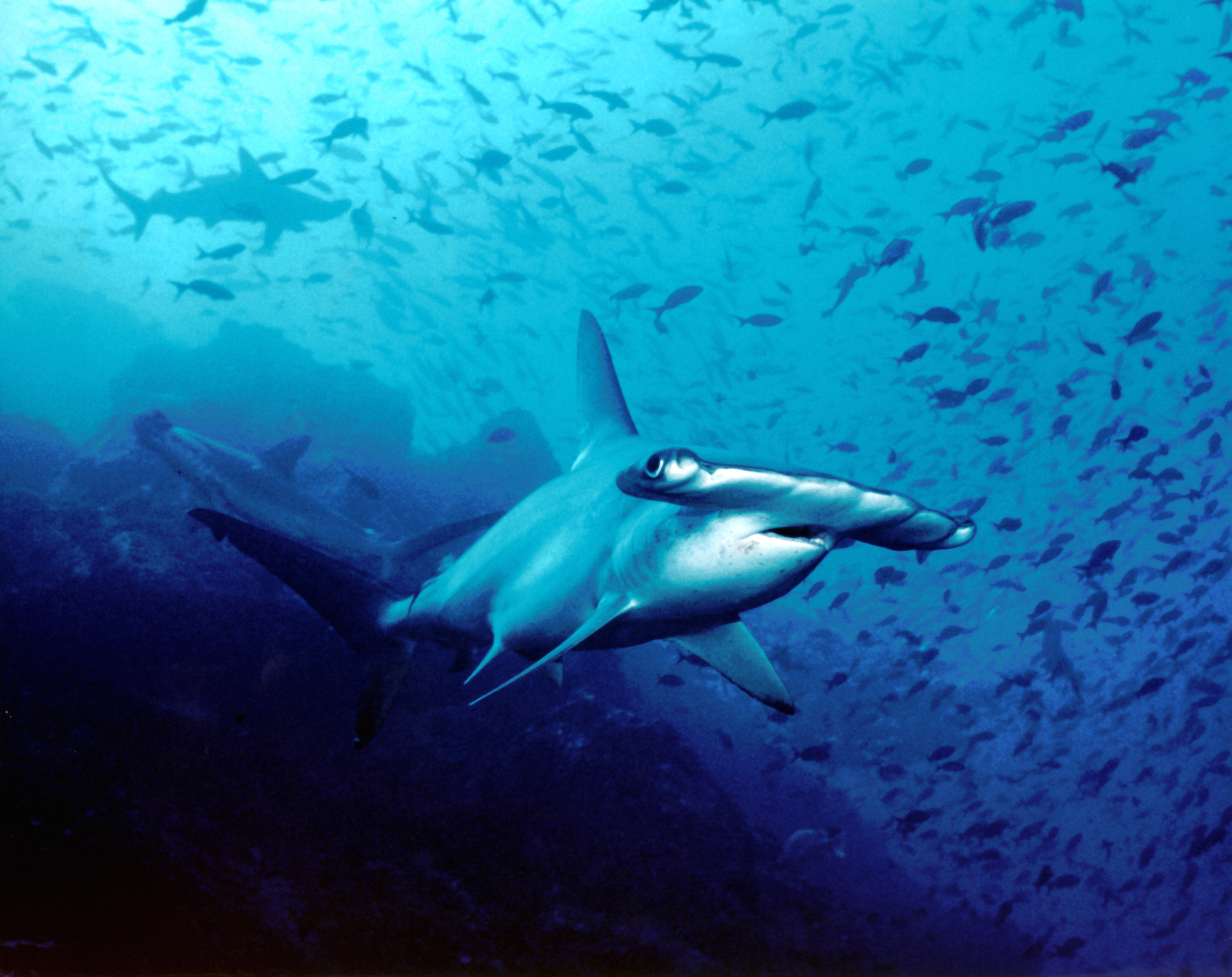
Um tubarão-martelo na Costa Rica.

A reprodução dos tubarões-martelo ocorre uma vez por ano, e têm 20 a 40 filhotes a cada cria.
O ritual de acasalamento do tubarão-martelo é muito violento, onde o macho persegue e morde a fêmea até esta ceder aos seus avanços. A fecundação é interna. Os ovos são incubados dentro do corpo da fêmea ao longo de 10 a 12 meses, alimentados através de um órgão similar ao cordão umbilical dos mamíferos, até esta dar à luz. A espécie não presta cuidados parentais às crias, deixando-as à sua própria sorte assim que nascem.
Em 23 de maio de 2006, uma fêmea de tubarão-martelo prenha foi capturada em Boca Grande, Flórida, com o peso recorde de 580 kg. Ela estava carregando 55 filhotes, sugerindo que os cientistas tivessem subestimado a quantidade de filhotes que os tubarões podem ter por cria.

### Espécies
- Sphyrna (Sphyrna) lewini
- Sphyrna (Sphyrna) mokarran
- Sphyrna (Sphyrna) zygaena
- Sphyrna (Sphyrna) couardi
- Sphyrna (Mesozygaena) corona
- Sphyrna (Platysqualus) media
- Sphyrna (Platysqualus) tiburo
- Sphyrna (Platysqualus) tudes
- Sphyrna Mesozygaena

## Status de conservação
Os tubarões-martelo são os mais ameaçados de extinção. A população em 2003 correspondia a apenas 10% do número estimado de animais em 1986, ano em que os registros populacionais começaram a ser efetuados.

## Portugal
Recentemente foram avistados tubarões-martelo em Portugal continental, mais especificamente ao largo de Sagres, o que tem causado algum medo por parte da população.
Foram avistados no Funchal, no verão de 2014, pelo menos dois tubarões-martelo. Segundo especialistas, a presença destes animais deveu-se à excessiva presença de alforrecas nas águas do mar madeirense. Os animais tinham cerca de um metro e meio de comprimento e nadaram junto a um conhecido e bastante frequentado complexo balnear. Avistamentos anteriores já tinham acontecido.